# Jay and Silent Bob Strike Back
Jay and Silent Bob Strike Back (prt: Jay e Silent Bob Contra-Atacam; bra: O Império (do Besteirol) Contra-Ataca) é um filme estadunidense de 2001 do gênero comédia, escrito, dirigido e co-protagonizado por Kevin Smith. Este é o quinto exemplar com os personagens que Smith lançou em seu primeiro filme, o cult independente Clerks (br: O Balconista). Tais personagens que se multiplicaram ao longo do tempo, pertenceriam ao chamado View Askewniverse, um "Universo" imaginário de Smith. Aqui, a história é centrada nas aventuras da dupla de jovens do subúrbio de Nova Jérsei contestadores, alienados, ambíguos e desaforados sexualmente, cinéfilos, fãs de quadrinhos e, na maioria das vezes, pouco inteligentes, Jay e Silent Bob, interpretados respectivamente por Jason Mewes e pelo próprio Kevin Smith, que na vida real são amigos desde criança. Smith pretendia que esse fosse o último filme do referido "Universo", mas cinco anos depois ele lançaria Clerks II.
O filme conta com um grande número de participações especiais de celebridades do cinema americano: atores, atrizes e diretores. O título original faz referência ao segundo filme da saga cinematográfica Star Wars - atualmente conhecido como episódio V - O Império Contra-Ataca - do qual a dupla de protagonistas é fã.
O documentário Oh, What a Lovely Tea Party registra a realização do filme.

## Sinopse
Jay e Silent Bob (também chamado de Bob Calado), a dupla de jovens alienados de Nova Jérsei, ficam sabendo que os personagens de quadrinhos baseados neles, os super-heróis Bluntman e Chronic, tiveram seus direitos vendidos por um desenhista e que agora a Miramax, uma grande produtora cinematográfica de Hollywood, irá realizar um filme. Irritados porque sua loja favorita mudou de dono, os quais não lhe permitem mais perambular por ali ou ficarem encostados na vitrine, conversando, traficando e provocando os transeuntes, resolvem ir atrás do desenhista para que eles lhe dê sua parte em dinheiro para assumirem eles próprios a loja. No entanto, eles esquecem do dinheiro quando o desenhista lhes fala sobre a internet e do site sobre cinema, especializado em criticar os lançamentos de Hollywood. Furiosos com as ofensas proferidas pelos internautas aos dois, que vão aparecer como personagens no filme (alteregos da dupla de heróis), eles decidem ir até Hollywood para sabotarem as filmagens e impedirem a produção. No caminho vivem várias aventuras, se envolvem com uma quadrilha de ladras de joias internacionais e são perseguidos pela polícia (e por um atrapalhado guarda florestal) juntamente com seu novo companheiro: um orangotango.

## Elenco
- Jason Mewes…Jay
- Kevin Smith…Silent Bob
- Shannon Elizabeth…Justice
- Will Ferrell…Guarda florestal Willenholly
- Eliza Dushku…Sissy
- Ali Larter…Chrissy
- Jennifer Schwalbach Smith…Missy
- Ben Affleck…Holden McNeil / Ele mesmo
- Matt Damon…Ele mesmo
- Chris Rock…Chaka Luther King
- Brian O'Halloran…Dante Hicks
- Jeff Anderson…Randal Graves
- Jamie Kennedy…assistente de Chaka
- Jason Lee…Brodie Bruce / Banky Edwards
- Wes Craven…Ele mesmo
- Mark Hamill…Ele mesmo/(Cock-Knocker, ou "Soca-Saco")/ Scooby-Doo
- Gus Van Sant…Ele mesmo
- Diedrich Bader…Segurança da Miramax Gordon
- Seann William Scott…Brent, o ambientalista radical
- Alanis Morissette…Deus
- George Carlin…caronista
- Carrie Fisher…freira
- Judd Nelson…xerife
- Jon Stewart
- Shannen Doherty…Ela mesma
- Tracy Morgan…traficante de drogas Escobar
- Jason Biggs…Ele mesmo/Silent Bob
- James Van Der Beek…Ele mesmo/Jay
- Jules Asner …Ele mesmo
- Scott Mosier…William / Guy
- Marc Blucas…Fred
- Harley Quinn Smith…Silent Bob - bebê
- Ever Carradine…Mãe de Jay
- Joey Lauren Adams…Alissa
- Renée Humphrey…Trish
- Joe Quesada
- Paul Dini

## Recepção

### Bilheteria
Jay and Silent Bob Strike Back arrecadou US$ 30,1 milhões nos Estados Unidos e Canadá, e US$ 3,7 milhões em outros territórios, para um total mundial de US$ 33,8 milhões, contra um orçamento de produção de US$ 22 milhões.
O filme arrecadou US$ 11 milhões em seu fim de semana de estreia, terminando em terceiro lugar nas bilheterias, atrás de duas outras sequências de comédia, American Pie 2 (US$ 12,5 milhões) e Rush Hour 2 (US$ 11,6 milhões).

### Resposta da crítica
No agregador de críticas Rotten Tomatoes, o filme tem uma taxa de aprovação de 52% com base em 151 resenhas, com uma classificação média de 5,60/10. O consenso crítico do site diz: “Os fãs podem esperar boas risadas quando o elenco dos filmes anteriores de Smith se reunir para a última reverência de Jay e Silent Bob. A trama solta e a linguagem grosseira podem ser demais para os outros.” No Metacritic, o filme tem uma pontuação média ponderada de 51 em 100, com base em 31 críticos, indicando “críticas mistas ou médias”. O público pesquisado pelo CinemaScore deu ao filme uma nota média de “B+” em uma escala de A+ a F.

## Trilha sonora
1. Interlude: Cue Music – Jason Lee como Brodie Bruce – 0:03
2. "Jay's Rap 2001" – Jason Mewes como Jay – 0:32
3. "Kick Some Ass" – Stroke 9 – 4:05
4. Holden on Affleck – Ben Affleck como Holden McNeil – 0:28
5. "Tube of Wonderful" – Dave Pirner – 1:45
6. Cyber Savvy – Ben Affleck & Jason Mewes como Holden & Jay – 0:07
7. "Choked Up" – Minibar – 2:58
8. Doobie Snacks – Jason Mewes como Jay – 0:08
9. "Magic Carpet Ride" – Steppenwolf – 2:43
10. Jay & Justice – Shannon Elizabeth & Jason Mewes como Justice & Jay – 0:11
11. "Bad Medicine" – Bon Jovi – 3:55
12. Stealing Monekys – – 0:08
13. "This Is Love" – PJ Harvey – 3:45
14. Advice From Above – – 0:23
15. "The Devil's Song" – Marcy Playground – 2:52
16. Idiots vs. The Internet – – 0:06
17. "Tougher Than Leather" – Run-D.M.C. – 4:23
18. Willenholly's Woe – Will Ferrell como Willenholly – 0:09
19. "Bullets" – Bob Schneider – 4:22
20. Touching A Brothers Heart – Jason Mewes & Tracy Morgan como Jay & traficante de drogas – 0:23
21. "Hiphopper" – Thomas Rusiak com Teddybears STHLM – 4:46
22. Two Thumbs Up – Chris Rock como Chaka Luther King – 0:07
23. "Jackass" – Bloodhound Gang – 2:26
24. A Smooth Pimp and A Man Servant – Jason Mewes como Jay – 0:16
25. "Jungle Love" – Morris Day and The Time; 3:03
26. NWP – Chris Rock como Chaka Luther King – 0:14
27. "Because I Got High" – Afroman – 3:18